# 貝塞里爾
貝塞里爾是哥倫比亞的城鎮，位於該國東北部，由塞薩爾省負責管轄，始建於1594年3月4日，面積1,144平方公里，海拔高度137米，主要經濟活動有採礦業和農業，2005年人口13,584。

## 名人
拉斐爾·奧羅斯科·馬埃斯特雷
馬丁·阿爾扎加
湯瑪斯·達里奧·古鐵雷斯

## 外部連結
- （西班牙文） Becerril official website

9°42′N 73°17′W / 9.700°N 73.283°W